# ケネス・マクミラン
ケネス・マクミラン（Sir Kenneth MacMillan、1929年12月11日 - 1992年10月29日）は、イギリスのバレエ振付家。

## 経歴
スコットランドのダンファームリンに生まれる。14歳のとき図書館で偶然手にしたバレエ雑誌を見て、すぐに地元のバレエスクールに通うようになる。その9ヵ月後、サドラーズ・ウェルズ・バレエスクール（後のロイヤル・バレエスクール）に奨学金を得て入学する。さらにその翌年、国立バレエ団になったばかりのサドラーズ・ウェルズ・シアター・バレエ（後のロイヤル・バレエ団）に入団する。処女作「夢遊病」を初めとして、ナチスから隠れるユダヤ人家族をモチーフにした「隠れ家」（1956年）、性暴力をテーマにした「招待」（1960年）などで将来を嘱望されるも、舞台恐怖症による深刻なスランプに苦しむようになる。同僚だったジョン・クランコの勧めにより振付を始め、挑戦的かつ野心的な作品で一躍批評家たちの注目を集める。
作風は前述のような野心的なものに加え、プライベート・カンパニーを由来とするロイヤル・バレエの特徴ともいうべき、大衆受けするドラマティックな物語的要素の強いバレエを基礎に、女性ダンサーの情感と官能美溢れる作品を得意とした。特に有名な作品が当時ロイヤルの大スターであったマーゴ・フォンテインとルドルフ・ヌレエフが演じ大ヒットした「ロミオとジュリエット」（1965年）である。
マクミランの創作活動には常に「ミューズ」とも言うべき女性ダンサーが存在し、リン・シーモアを見出したが、彼女の起用をめぐってバレエ団と対立した。さらに「大地の歌」の上演をめぐって溝を深め、1966年にシーモアを伴いベルリン・ドイツ・オペラ・バレエ団に移籍した。1970年にフレデリック・アシュトンの後任として呼び戻され、芸術監督に就任（1977年まで）、アンソニー・ダウエルとアントワネット・シブリーを主演に「マノン」（1974年）、リン・シーモアを主演に「マイヤリング（うたかたの恋）」（1978年）などを振付けた。1980年代にはアレッサンドラ・フェリという新たなミューズを得て、1984年にアメリカン・バレエ・シアターにミハイル・バリシニコフとの共同芸術監督に就任したときにも彼女をアメリカに伴っている。
1983年にナイト叙勲。フェリがアメリカに残ったのちもロイヤル・バレエ団で創作し続け、ダーシー・バッセルらを見出した。バッセルのために「パゴタの王子」を振り付けている。
1992年、公演中の楽屋で心臓発作により死去。

## 代表作
- 招待（1960年）
- ロミオとジュリエット（1965年）
- アナスタシア（1971年）
- マノン（1974年）
- マイヤリング（1978年）
- パゴタの王子（1989年）